# DeSoto (automerk)

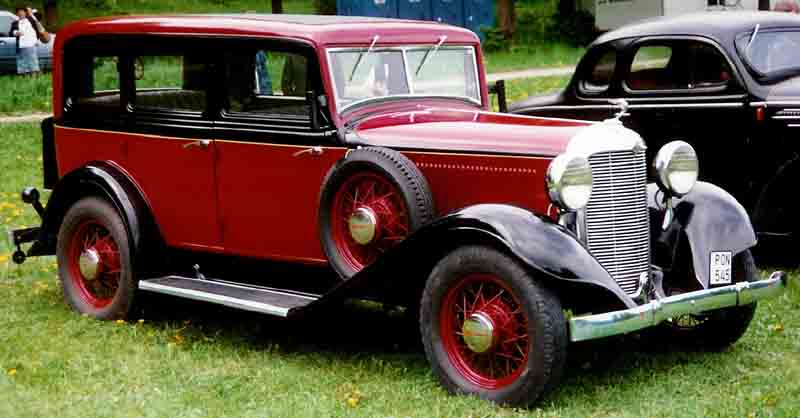
DeSoto uit 1932

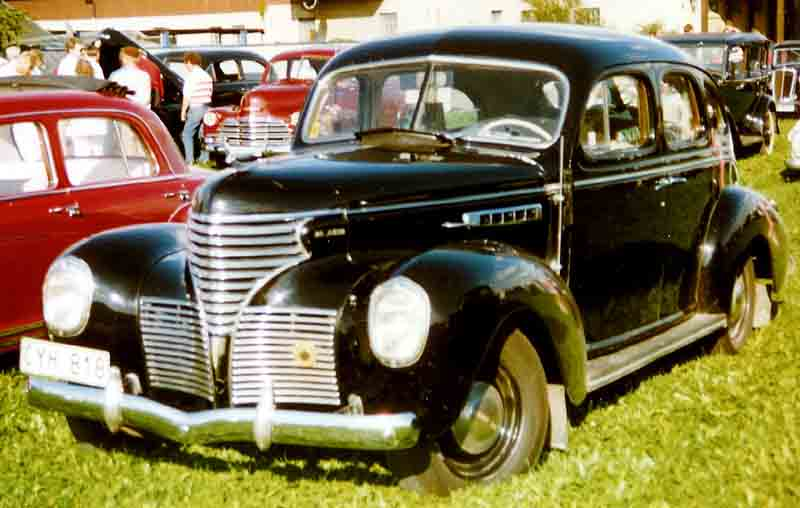
DeSoto Series S6 Custom De Luxe uit 1939

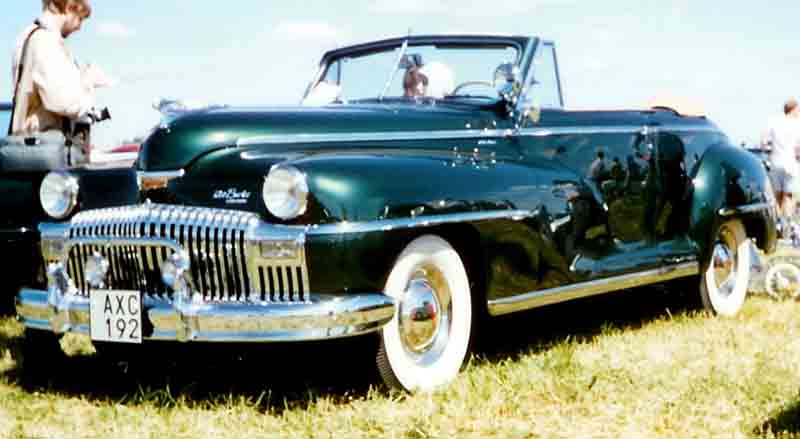
DeSoto Series S11C Custom Club Coupe uit 1946

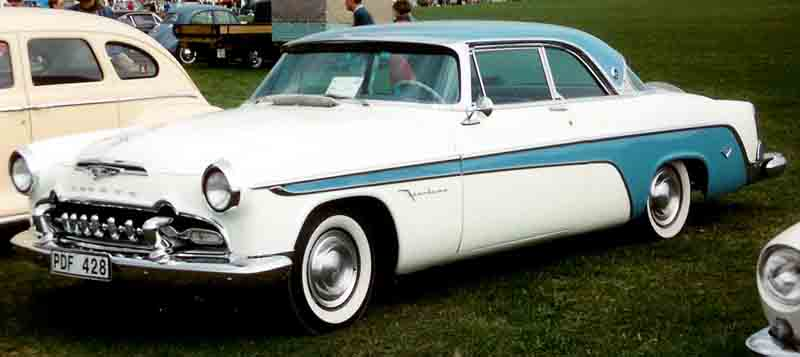
DeSoto Firedome uit 1955

DeSoto, ook soms De Soto gespeld, was een automerk uit de Verenigde Staten dat in 1928 door Chrysler in het leven werd geroepen en door datzelfde bedrijf in 1961 weer werd stopgezet.

## Oprichting
Het automerk DeSoto werd op 4 augustus 1928 opgericht door Chrysler en geïntroduceerd voor modeljaar 1929. Het merk werd genoemd naar de Spaanse ontdekkingsreiziger Hernando de Soto die onder andere de Mississippi ontdekte. Het gestileerde gezicht van de Spanjaard was terug te vinden in het logo. Chrysler wilde met het nieuwe merk de concurrentie in de middenklasse aangaan met General Motors, Studebaker en Willys-Knight. Vlak na de introductie van DeSoto nam Chrysler echter Dodge over waardoor het nu twee merken in de middenklasse had. Als Chrysler Dodge eerder had overgenomen zou DeSoto nooit hebben bestaan. DeSoto had een succesvol eerste jaar: er werden al meteen 81 065 auto's geproduceerd, een record dat nog 30 jaar zou standhouden.

## Beginjaren
In het begin waren beide merken desondanks succesvol. DeSoto werd net onder Dodge gepositioneerd en de verkoop liep, ondanks de economische crisis, goed. In 1932 verkochten beide merken ongeveer 25 000 automobielen. In 1933 keerde Chrysler de positionering van de merken om om de verkopen van Dodge op te drijven. Door de opwaardering van DeSoto kreeg het merk het gestroomlijnde Airflow-ontwerp over van Chrysler, maar dan op het kortere platform van DeSoto zelf. Het geheel was een ramp en bijzonder onpopulair bij de klanten en in tegenstelling tot Chrysler had DeSoto geen sterke traditionele modellen waarop het kon terugvallen. De verkoop in 1934 viel met 47% terug tot 13.940 stuks. In 1935 ontwikkelde DeSoto de nieuwe conservatievere Airstream en in 1936 werd de Airflow geschrapt. Dankzij de Airstream verdubbelde de verkoop in 1935 en het jaar daarop kreeg het merk zijn eigen fabriek. Na een geslaagde face-lift in 1937 steeg de productie tot 81.775 exemplaren.

## Voor de Tweede Wereldoorlog
Tegen de tiende verjaardag van DeSoto in 1939 was Chrysler de op een na grootste autoconstructeur van de Verenigde Staten geworden. Het bedrijf investeerde miljoenen om het design van zijn modellen, waaronder die van DeSoto, te verbeteren. Dat resulteerde in de nieuwe Hollywood Style. De lijnen van de Airflow waren terug, flink voorzien van chroom, en konden de klant deze keer wel bekoren. In 1939 werden 54.449 exemplaren gebouwd. In 1941 ontstond met het Rocket-ontwerp de stijl die het merk voor altijd zou definiëren. Meest kenmerkend was het grote verchroomde radiatorrooster met verticale tanden. Een andere opvallende vernieuwing was de Simplimatic halfautomaat die zo goed werkte dat hij tot 1953 in gebruik bleef. De nieuwe DeSoto's waren succesvol en er werden 99.999 stuks van geproduceerd. Op 7 december 1941 bombardeerde Japan Pearl Harbor en werden de Verenigde Staten in
de Tweede Wereldoorlog gesleurd. Vanaf 9 februari 1942 schakelde de productie van DeSoto over naar onderdelen voor M4 Sherman-tanks, B-26 Marauder en B-29 Superfortress-bommenwerpers, Helldiver-vliegtuigen en luchtafweergeschut.

## Na de Tweede Wereldoorlog
Toen de commerciële productie eind 1945 hervat werd, was de vraag groot en het aanbod beperkt, onder andere door materiaaltekorten. DeSoto bracht de modellen uit 1942 opnieuw uit voor modeljaar 1946. Deze bleven tot 1952 in productie onder de namen Deluxe en Custom. In 1950 beleefde het merk een piekjaar met een verkoop die met 42% was gestegen ten opzichte van 1949 en een productie van 133 854 exemplaren. Die cijfers zouden nooit meer geëvenaard worden. In het begin van de jaren vijftig kwamen ook de grote V8-motoren opzetten. In 1953 verving DeSoto zijn vooroorlogse modellen door de Powermaster en de Firedome met een V8 die 160 pk voortbracht en een topsnelheid van 160 km/u mogelijk maakte. Ondanks alles viel de productie terug tot ongeveer 106 000 stuks in 1951 en verder tot slechts 88 000 in 1952. Ook al in 1952 werd Chrysler door Ford voorbijgestoken als de op een na grootste autofabrikant in de VS. In 1955 werden de modellen grondig onder handen genomen door Chryslers hoofdontwerper Virgil Exner. Diens Forward look-stijl maakte de modellen langer en breder en gaf ze staartvinnen met drie aparte achterlichtblokken, sierpanelen op de flanken en driekleurige lak. DeSoto's uit 1955 waren van topkwaliteit met fluisterzachte krachtige motoren en een luxueus interieur. De verkoop schoot weer de hoogte in met 114.765 klanten dat jaar.

## Achteruitgang
In 1957 bouwde DeSoto 117.514 auto's maar door kwaliteitsproblemen in het productieproces zaten daar verschrikkelijk slecht gemaakte exemplaren tussen. Verhalen over lekkage, slechte versnellingsbakken, radiatoren e.d. verontrustten de trouwe klanten. De eens kwalitatief zo goede DeSoto's konden de verwachtingen nu niet meer inlossen. Dit en een economische neergang hield de kopers uit de showrooms en drukte de verkoop tot 63.000 stuks. In 1958 werd de productiekwaliteit merkbaar beter, maar het merk had het moeilijk om zijn klanten terug te halen. De verkoop stuikte nogmaals met 70% en bracht het moederbedrijf ertoe de DeSoto zijn fabriek weer af te nemen. In 1959 kwam Virgil Exner met een radicaal prototype in een nieuwe stijl. Hierop verkocht het merk zijn extreemste modellen. Toch bleef de productie in dat jaar op 45.724 stuks steken. Het merk vierde zijn 30e verjaardag en de bouw van zijn 2 miljoenste auto. Voor 1960 werd het gamma gekortwiekt van zijn stationwagens en cabriolets. Het gerucht ging de ronde dat Chrysler het merk wilde stopzetten.

## Einde
Chrysler zelf zat opgescheept met een slecht management en daarvan werd DeSoto het slachtoffer. De productie was met 25.581 stuks bar slecht; het laagste aantal sinds 1934. In oktober dat jaar werd het laatste model van DeSoto geïntroduceerd. Dit model kreeg zelfs geen naam meer en werd gewoon als DeSoto verkocht. De beslissing tot stopzetting werd gemaakt en nog snel werd de productie opgedreven om de voorraad onderdelen erdoor te jagen. De auto's werden naar de dealers gestuurd die ze met verlies verkochten om er vanaf te komen. Op 30 november 1960 stopte de productie en werd het automerk DeSoto
geschiedenis.

## Modellen
- 1929-1932 DeSoto Series K-SA
- 1933-1934 DeSoto Series SC-SD
- 1934-1936 DeSoto Airflow
- 1935-1936 DeSoto Airstream
- 1937-1942 DeSoto Series S
- 1937-1962 DeSoto Diplomat
- 1946-1952 DeSoto Custom
- 1946-1952 DeSoto Deluxe
- 1952-1959 DeSoto Firedome
- 1953-1954 DeSoto Powermaster
- 1955-1960 DeSoto Fireflite
- 1956-1960 DeSoto Adventurer
- 1957-1959 DeSoto Firesweep
- 1960-1961 DeSoto